# Хинни
Хинни (эст. Hinni) — каньон в Эстонии. Располагается на территории природного парка Хаанья в уезде Вырумаа.
Длина каньона составляет 300 м. Из них 200 м проходят в ущелье среди перемежающихся обнажений белого и жёлтого песчаника девонских времён. Высота обрывистых участков составляет 5—6 м. Глубина ущелья достигает 15—20 м. Ширина в начале каньона варьируется от 6 до 10 м, далее уменьшаясь до 3 м. По дну протекает ручей, носящий название Энни.
Каньон начинается северо-восточнее озера Кахрила, где ручей встречается с толщей среднедевонских песчаников гауйской свиты живетского яруса. На поверхностях обнажений можно встретить окрашенные в более тёмные цвета слои с большим содержанием оксидов железа, а также кварцевые прожилки. Первые 50 м длины характеризуются извилистостью и большей шириной, далее ущелье спрямляется и сужается.
Стены каньона испещрены горизонтальными сухими бороздками, некоторые из которых могут иметь искусственное происхождение. В песчаниковых стенах ущелья встречаются пещерки, часть из которых, возможно, является рукотворными.
Каньон Хинни является туристической достопримечательностью. Для удобства посетителей по дну проложен деревянный настил.